# Space invaders (uddannelse)
 For alternative betydninger, se Space invaders. (Se også artikler, som begynder med Space invaders)
I 1993 grundlagde foreningen Mouse House uddannelsen Space Invaders i Århus – en uddannelse der nu er nedlagt. Mouse House udspringer af organisationen Frontløberne, som er et ungdomskulturprojekthus, der har eksisteret siden 1980'erne.

## Historie
Fra starten var formålet med Space Invaders at etablere en uddannelse, hvor unge der havde interesse for multimedie- og informationsteknologi, fik mulighed for at tage en uddannelse og lejlighed til at arbejde med disse teknologier professionelt. I begyndelsen tog uddannelsen kun 13 måneder. Derefter blev den udbygget med to måneder, og endelig i 1996 blev den forlænget til 2 år. Efter at den var udvidet til en 2-årig uddannelse, blev den også SU-berettiget. Uddannelsen blev delfinansieret af en elevbetaling (for Crew 4 og 5 skulle eleverne betale 150.000 kr. for at starte på uddannelsen.). 

### Optagelse
Alle kunne i princippet søge optagelse på uddannelsen. For at komme i betragtning til SI skulle man indsende en individuel ansøgning. Der lå ingen formelle krav til denne ansøgning – ansøgeren skulle blot overbevise en komite om sine kreative evner. Antallet af ansøgere var ofte ret højt, og der blev kun optaget 30 elever pr. uddannelsesforløb i årene 1996-2000. 
Det var basalt set ikke nødvendigt at have erfaring indenfor multimedier. Derfor var elevsammensætningen meget bred: fra elever, som havde meget stor viden omkring multimedier, til elever som havde en kreativ tilgang til studiet, men ingen eller meget lidt viden om brugen af multimedier.

### Opbygning
Space Invaders-uddannelsen var bygget op i moduler, hvor man arbejdede både teoretisk og praktisk (workshops). Eleverne havde mulighed for at specialisere sig indenfor en række forskellige emner. 
I uddannelsen var indlagt et 3 måneders praktik-ophold i en virksomhed. Gennem uddannelsen skulle eleverne aflevere to større semesteropgaver samt henholdsvis en afsluttende gruppeeksamensopgave og en afsluttende individuel eksamensopgave. Derudover blev der løbende stillet mindre opgaver i forbindelse med de enkelte workshops, som skulle laves på få dage og præsenteres for lærere og elever ved specielle fredagsarrangementer.

### Flytning og nedlægning
I 1995 flyttede uddannelsen fra Århus til København. I Århus blev de tre første hold uddannet, mens de to sidste hold blev uddannet i København. I første omgang bosatte de sig på Holmen, men kun i fire måneder. Derefter flyttede de til Nyhavn, hvor de holdt til indtil uddannelsen blev nedlagt i august 2000. Nedlæggelsen skyldes, at uddannelsen havde svært ved skaffe tilstrækkelig finansiering – og da man ikke ønskede at gå på kompromis med kvaliteten af undervisningen lukkede man skolen. I alt er uddannet 140 Space Invaders.